# 胡爾坎區 (豪哈省)
胡爾坎區（西班牙語：Distrito de Julcán），是秘魯的一個區，位於該國中部胡寧大區的豪哈省，始建於1925年1月21日，面積24.78平方公里，海拔高度3,460米，2005年人口814，人口密度每平方公里33人。